# Milan Kuhli
Milan Kuhli (* 1979) ist ein deutscher Jurist.

## Leben
Kuhli studierte Rechtswissenschaft, mittlere und neuere Geschichte und Politologie (Magister). Nach den Promotionen zum Dr. iur. und zum Dr. phil. war er von 2008 bis 2015 wissenschaftlicher Mitarbeiter im Exzellenzcluster Die Herausbildung normativer Ordnungen an der Goethe-Universität Frankfurt am Main. 2015 war er Inhaber der Juniorprofessur für Strafrecht an der Universität Mannheim. Nach der Habilitation 2015 durch den Fachbereich Rechtswissenschaft in Frankfurt am Main (Venia legendi: Strafrecht, Strafprozessrecht, Internationales Strafrecht, Wirtschaftsstrafrecht, Neuere Rechtsgeschichte, Rechtsphilosophie) vertrat er im Wintersemester 2015/2016 den Lehrstuhl für Strafrecht und Rechtsphilosophie an der Universität Hamburg. Seit 2016 ist er Inhaber des Lehrstuhls für Strafrecht und Strafprozessrecht einschließlich ihrer internationalen und historischen Bezüge in Hamburg. Seit 2023 ist Kuhli im zweiten Hauptamt Richter am Hanseatischen Oberlandesgericht (2. Strafsenat).

## Schriften (Auswahl)
- Das Völkerstrafgesetzbuch und das Verbot der Strafbegründung durch Gewohnheitsrecht. Zur Frage der Zulässigkeit von strafgesetzlichen Verweisungen auf Völkergewohnheitsrecht im Hinblick auf das Verbot der Strafbegründung durch Gewohnheitsrecht nach Artikel 103 Absatz 2 des Grundgesetzes. Berlin 2010, ISBN 978-3-428-13069-6.
- Carl Gottlieb Svarez und das Verhältnis von Herrschaft und Recht im aufgeklärten Absolutismus. Frankfurt am Main 2012, ISBN 978-3-465-04153-5.
- als Herausgeber mit Martin Asholt: Strafbegründung und Strafeinschränkung als Argumentationsmuster. Baden-Baden 2017, ISBN 3-8487-1334-9.
- Normative Tatbestandsmerkmale in der strafrichterlichen Rechtsanwendung. Institutionelle, rechtsverweisende und dichte Elemente im Strafrecht. Tübingen 2018, ISBN 3-16-154263-0.
- Geschichte des Strafrechts. Von der Frühen Neuzeit bis zur Gegenwart. Nomos Verlag, Baden-Baden 2025, ISBN 978-3-8487-3904-2

## Auszeichnung
Kuhli ist Träger des Werner-Pünder-Preises 2009.